# Oludamola Osayomi
Oludamola Bolanle »Damola« Osayomi, nigerijska atletinja, * 26. junij 1986, Ilesha, Nigerija.
Nastopila je na olimpijskih igrah v letih 2004, 2008 in 2012, leta 2008 je osvojila srebrno medaljo v štafeti 4×100 m, ob tem je dosegla četrto in sedmo mesto v isti disciplini, v teku na 100 m se je uvrstila v polfinale, v teku na 200 m pa v četrtfinale. Na afriških prvenstvih je osvojila dva naslova prvakinje v štafeti 4x100 m ter po zlato in bronasto medaljo v tekih na 100 m in 200 m, na igrah Skupnosti narodov je zmagala v teku na 100 m leta 2010, toda zaradi dopinga je naslov izgubila.